# Randa Jarrar
Randa Jarrar (Chicago, 1978) è una scrittrice statunitense.

## Biografia
Nata a Chicago nel 1978 da padre palestinese e madre greca-egiziana, è cresciuta nel Kuwait e dopo la guerra del Golfo ha fatto ritorno negli Stati Uniti dove ha studiato scrittura creativa al Sarah Lawrence College e successivamente ha conseguito un Master of Arts in studi mediorientali all'Università del Texas ad Austin e un Master of Fine Arts in scrittura creativa all'Università del Michigan. 
Nel 2008 ha esordito nella narrativa con il romanzo di formazione La collezionista di storie vincitore l'anno successivo dell'Arab American Book Award nella categoria "Adult Fiction".
In seguito ha pubblicato la raccolta di racconti Io, lui e Muhammad Ali nel 2016 ottenendo un American Book Award e l'autobiografico Love Is an Ex-Country nel 2021.
Traduttrice dall'arabo all'inglese, nel 2009 è stata selezionata tra i 39 scrittori arabi sotto i 39 anni più promettenti all'interno del progetto Beirut39.

## Opere

### Romanzi
- La collezionista di storie (A Map of Home, 2008), Casale Monferrato, Piemme, 2009 traduzione di Annalisa Crea ISBN 978-88-566-0177-0.

### Raccolte di racconti
- Io, lui e Muhammad Ali (Him, Me, Muhammad Ali, 2016), Roma, Racconti, 2022 traduzione di Giorgia Sallusti ISBN 978-88-99767-88-4.

### Memoir
- Love Is an Ex-Country (2021)

## Premi e riconoscimenti
Story Prize Spotlight Award
- 2016 vincitrice con Io, lui e Muhammad Ali[7]

American Book Awards
- 2017 vincitrice con Io, lui e Muhammad Ali